# John Johnsen (Schwimmer)
John Haakon Johnsen (* 5. Januar 1892 in Oslo; † 24. August 1984 ebenda) war ein norwegischer Schwimmer.

## Karriere
Johnsen nahm 1912 an den Olympischen Spielen in Stockholm teil. Hier war er in vier Wettkämpfen aktiv. In den Disziplinen 100 und 1500 m Freistil sowie über 100 m Rücken scheiterte er jeweils im Vorlauf. Im Wettbewerb über 400 m Freistil erreichte er das Halbfinale. Für den Schwimmwettkampf über 200 m Brust war er ebenfalls gemeldet, trat aber nicht an.
Auf nationaler Ebene gewann Johnsen zwischen 1911 und 1922 32 norwegische Meistertitel. Auch im Wasserball wurde er norwegischer Meister.